# ZIP!FRIDAY
ZIP!FRIDAY（ジップ!フライデー）は、2012年4月6日から2021年3月26日まで青森放送（RABテレビ）で放送されていたローカルワイド番組である。2013年4月5日からは、開始時間を15:50にし、放送時間を5分間延長した。

## 内容
日本テレビ系列平日朝の情報番組『ZIP!』の青森版として、これまで放送されてきた『@なまてれ』→『きんこれ』を引き継ぐ形でスタートした。
当番組では青森県内各地の情報を様々な趣向で放送するが、前番組にあった企業や店舗などからのお知らせは原則として別の番組（月曜情報便・土曜情報便）に移行し、番組内容の充実が当番組では一層と高められた。また、2015年10月の放送からは番組連動データ放送を開始した。
原則生放送だが、稀に収録放送になる回があった。
2021年4月からは新番組の『1550ニュースレーダーWith』がスタートするにあたり、金曜版に関しては本番組をリニューアルする形で出演者が引き続き担当するため、『ZIP!FRIDAY』としての放送は2021年3月26日で終了。

## 番組終了時点のコーナー
- 特集 - 気になるキーワードを徹底して調べて報告するコーナー
- 県内のニュース - 収録放送時は休止される。
- 町のいっぴん屋
- あどばるーんの撮レダガ！→あどばんてーじ - 毎月のテーマに沿った写真を視聴者から募集。@なまてれやきんこれ時代のコーナー、ニュースなメールに酷似していた。
- 天気予報 - 収録放送時は休止されていた。

## 過去のコーナー
- RABきょうも出来事 - 番組ディレクターやカメラマン（これを「金曜ベレーズ」）が取材した、その日の県内の話題を紹介するコーナー。取材するときや紹介をするときは「赤いベレー帽」をかぶっている。このコーナーでは「動画」ではなくて「静止画」で「金曜ベレーズ」が大型モニターの前で説明をする形を取っていた。
- かけっこらぶりん - RABのキャラクター『らぶりん』が県内のゆるキャラ（着ぐるみ）とかけっこ対決を実施した。
- 17（Seventeen）Words - 県内の高校生が考えた川柳を紹介した。
- あおねご[2] - 青森県内のかわいいネコを紹介するコーナー（2013年7月5日 - 2018年3月30日）。

## 放送時間
- 毎週金曜 15:50 - 16:50

### 放送時間の変遷
| 期間       | 期間       | 放送時間（JST）              |
| ---------- | ---------- | ---------------------------- |
| 2012.04.06 | 2013.03.29 | 金曜日 15:55 - 17:00（65分） |
| 2013.04.05 | 2016.03.25 | 金曜日 15:50 - 16:50（60分） |
| 2016.04.01 | 2017.03.31 | 金曜日 15:50 - 16:53（63分） |
| 2017.04.07 | 2021.03.26 | 金曜日 15:50 - 16:50（60分） |

## 出演者

### 番組終了時点

#### MC
- あどばるーん（新山大・小野ますのぶ）　(2018年4月7日 - ）
- 筋野裕子 (2018年4月7日 - ）

#### 中継リポーター
- 吉﨑ちひろ （2016年4月からMC、中継担当は2018年4月以降）
- 境祐貴（2018年10月-）

#### コメンテーター（週替わり）
- 十日市秀悦  (2015年4月 - 2018年3月30日まではレギュラー出演。2018年4月以降不定期出演）[3]
- 角田周（津軽地吹雪会代表）
- 岩本美和（学校支援コーディネーター・RABラジオ「今日も!あさぷり」金曜コメンテーター）

2020年以降は新型コロナウイルス感染防止の観点から、コメンテーターの出演を取り止めていた。

### 過去
いずれもMC担当
- 田村啓美 (2012年4月6日 - 2016年3月、出演期間中の2013年から一旦アナウンサーを離れたため、以降は2016年までパーソナリティとして出演）
- 桒子英里 (2012年4月6日 - 2018年3月30日）
- 猪股南 (2016年4月 - 2018年3月30日）

## 関連番組
- おはZIP!（中京テレビ放送）
- ZIP!SUNDAY（秋田放送）

## 関連商品
「あおねご」のコーナーで紹介されたネコの中から、かわいいネコを選んで「あおねごDVD」としてまとめて、2014年7月19日から発売を開始した。ZIP!FRIDAYあおねごDVD発売